# Akitsune Imamura
Akitsune Imamura (今村 明恒, Imamura Akitsune, Kagoshima, 14 de Junho de 1870– 1 de Janeiro de 1948) foi um sismógrafo e professor de sismologia japonês. Sua vida foi contada em um documentário para a TV produzido pela rede NHK e lançado no Japão em 1 de setembro de 2011, no "Dia Nacional de Prevenção a Desastres",